# نهر أندلين
نهر أندلين هو نهر في مقاطعة كونسبسيون، في منطقة بيو بيو في تشيلي. يقع مستجمعه المائي في الجانب الغربي من كورديليرا دي لا كوستا في تشيلي ويبلغ طوله الإجمالي حوالي 42 كيلومتر (26 ميل) . وهو واحد من اثنين من الأنهار التي تحيط بمدينة كونسيبسيون .

## دورة
يتكون نهر أندلين من اتحاد نهري بونين من الشمال وكوراباليو من الجنوب في بلدية فلوريدا. ثم يتدفق إلى الجنوب الغربي وإلى الغرب، وفي نهاية المطاف إلى الشمال الغربي إلى مدينة كونسيبسيون، تشيلي. وبعد مدينة كونسيبسيون يتدفق شمالًا عبر قرى سابقة (الآن أحياء) في أندالين وإل روسال، ثم كوميونات تالكاهوانو، وبينكو. وهناك على السهل الرسوبي شمال شرق كونسبسيون تتشكل توزيعات وبحيرات صغيرة، مثل لاغونا نيجرا، قبل الدخول إلى خليج كونسيبسيون.